# Waltina Hill
Waltina Hill ist ein 55 Meter hoher Hügel in den Clifton Hills in der Region Far North, in South Australia, Australien.
Der Waltina Hill liegt im Nordosten von Südaustralien in Sturts Steiniger Wüste. In der Nähe des Berges befinden sich Milkerinna Hill, Apatiarie Hill und Dooroo Hill.